# Cantonul Petreto-Bicchisano
Cantonul Petreto-Bicchisano este un canton din arondismentul Sartène, departamentul Corse-du-Sud, regiunea Corsica, Franța.

## Comune
| Comune             | Populație (1999) | Cod poștal | Cod INSEE |
| ------------------ | ---------------- | ---------- | --------- |
| Argiusta-Moriccio  | 79               | 20140      | 2A021     |
| Casalabriva        | 185              | 20140      | 2A071     |
| Moca-Croce         | 232              | 20140      | 2A160     |
| Olivese            | 237              | 20140      | 2A186     |
| Petreto-Bicchisano | 561              | 20140      | 2A211     |
| Sollacaro          | 350              | 20140      | 2A284     |